# Elizabeth Ya Eli Harding
Elizabeth Ya Eli Harding (geb. 23. März 1956) ist eine gambische Diplomatin. Sie war von 2007 bis 2013 Hochkommissarin Gambias im Vereinigten Königreich, anschließend dort von 2013 bis 2018 Botschafterin.

## Leben
Sie ging in Banjul zur High School. Harding schloss ihr Französischstudium 1978 ab, studierte weiter in Schottland und Kanada und erwarb 1988 an der Glasgow Caledonian University einen Masterabschluss.
Ab 1976 übernahm sie in Gambia verschiedene Positionen für Regierungsorgane. 2006/2007 war sie Generalsekretärin und Leiterin des öffentlichen Dienstes (englisch Secretary General and Head of the Civil Service). Im April 2007  wurde sie zur ersten weiblichen gambischen Hochkommissarin ernannt.
Am 3. Oktober 2013 kündigte die gambische Regierung unter Yahya Jammeh an, das Commonwealth of Nations zu verlassen, da es sich dabei um eine „neokoloniale Institution“ („neo-colonial institution“) handele. In der Folge änderte sich Hardings Status zu dem einer Botschafterin.
Im Dezember 2014 wurde sie als Zeugin in einem Prozess gegen gambische Diplomaten vernommen, die steuerfrei und für den persönlichen Gebrauch importierten Tabak im Wert von mehreren Millionen Pfund unversteuert verkauft hatten. Harding sagte aus, sie habe davon nichts gewusst.
Im Dezember 2016 war Harding gemeinsam mit zehn weiteren gambischen Botschaftern Unterzeichnerin eines Briefs an den Präsidenten Yahya Jammeh, der das Ergebnis der verlorenen Präsidentschaftswahl vom 1. Dezember nicht akzeptieren wollte. Im Januar 2017 wurden Harding und elf weitere Botschafter entlassen, jedoch im Februar 2017 von Präsident Adama Barrow wieder in ihr Amt eingesetzt.
Am 2. Februar 2018 trat Gambia dem Commonwealth unter Präsident Adama Barrow erneut bei. Francis Blain folgte Harding im Amt.
Harding hat vier Kinder.

## Auszeichnungen und Ehrungen
- 2006 – Order of the Republic of The Gambia der Stufe Member (MRG)[9]